# いぶき山イブキ樹叢

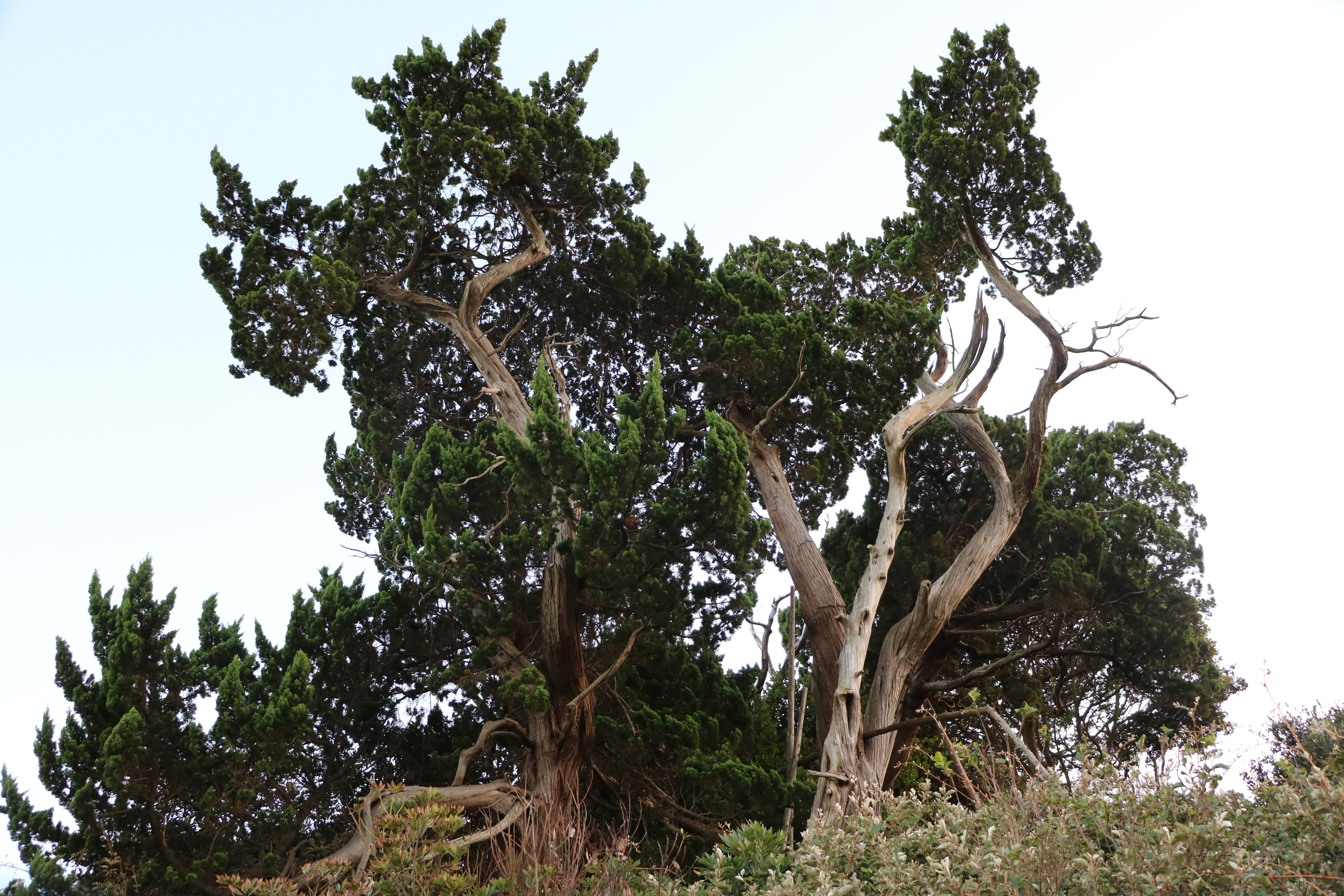
いぶき山イブキ樹叢の老樹。2023年10月24日撮影。

いぶき山イブキ樹叢（いぶきやまイブキじゅそう）は、茨城県日立市十王町（旧十王町）伊師にある、国の天然記念物に指定された、自生するイブキの老木を中心とした樹叢である。
イブキ（伊吹、学名：Juniperus chinensis）は、ヒノキ科ビャクシン属の常緑高木で、呼び名はイブキのほか、ビャクシン（柏槇）、シンパク（真柏）とも呼ばれ、これらの別名を冠した個体8件と樹叢2件の合計10物件が国の天然記念物に指定されており、いぶき山イブキ樹叢もそのうちの1件である。海岸沿いに特徴的なくっきりとした樹叢をつくり、クロマツやタブノキなどとともに自生しており、現存する老木イブキの推定される樹齢は400年を超える。イブキの老木や巨樹は神社仏閣の境内に植樹されているケースが多く、日本国内で天然に自生している分布域は福島県以南の太平洋側沿岸部で、主な自生地は暖帯の海岸部であり、いぶき山イブキ樹叢のある茨城県北部はイブキの自生北限に近い。
当地は古くから「いぶき山」の通称で呼ばれるほど、かつては多数のイブキが生い茂っていたが、イブキは材質が滑らかで光沢があり、ヒノキ科特有の日本人が好む香気もあるため、用材としての商品価値が高く、明治期以降急速に伐採や盗伐が進み荒廃したため、現地調査を行った植物学者の三好学により、樹叢全体の保存にくわえイブキの巨樹単体に対しても保護の必要ありと指摘され、当時の保存要目指定基準第2項「代表的原始林・稀有の森林植物」として、1922年（大正11年）10月12日に国の天然記念物に指定された。

## 解説

### 天然記念物の指定
いぶき山イブキ樹叢は茨城県北部の太平洋沿岸に位置しており、日立市側から国道6号を北上し、鵜飼いのためのウミウの捕獲が日本国内で唯一許可されている鵜の岬を過ぎた伊師浜海岸北端の、高萩市との境界に隣接した場所に所在しており、今日の所在地住所は日立市十王町伊師2204番地である。
天然記念物指定当時の大正時代の資料によれば、茨城県多賀郡櫛形村大字伊師字富士の腰（または伊師濱富士越）である。指定地は通称いぶき山と呼ばれる海岸に突出した一角であり、村社愛宕神社旧社地に当たる円錐形の小丘で、面積は1反7畝7歩（約1709平方メートル）である。国土地理院が発行する1/25000地形図（高萩・図幅）には、等高線が記載されていないが、日立市教育委員会が現地に設置した解説板によれば砂岩で出来ており標高16.24メートルである。
自生北限に近いこの一角に、まとまったイブキが自生する樹叢があることは古くから知られていたようで、 水戸藩士で水戸学者の藤田東湖が、江戸時代後期の弘化元年（1845年）に著した『常陸帯』では次のように記されている。
| 手綱の濱に栢槇あり 龍の如く 虎の如し。 |
| 藤田東湖 『常陸帯』弘化元年（1845年）  |

この記述は今日のいぶき山イブキ樹叢を記したもので、東湖はイブキの枝や幹のうねる奇妙な形状を竜や虎に例えている。
| 調査樹 番号 | 地上5尺の幹の周囲 （尺）約30.3 cm | 樹の高さ （間）約1.82 m |
| ----------- | --------------------------------- | ----------------------- |
| 1           | 5.0                               | 8.0                     |
| 2           | 4.10                              | 7.0                     |
| 3           | 8.30                              | 8.0                     |
| 4           | 8.85                              | 8.0                     |
| 5           | 3.45                              | 6.0                     |
| 6           | 7.55                              | 9.0                     |
| 7           | 2.35                              | 6.0                     |
| 8           | 14.20                             | 10.5                    |
| 9           | 4.15                              | 4.5                     |
| 10          | 3.55                              | 3.5                     |
| 11          | 4.77                              | 6.5                     |
| 12          | 5.30                              | 4.5                     |
| 13          | 4.10                              | 4.5                     |
| 14          | 4.00                              | 5.0                     |
| 15          | 2.60                              | 7.5                     |
| 16          | 2.80                              | 6.0                     |
| 17          | 3.45                              | 6.0                     |
| 18          | 6.05                              | 7.0                     |
| 19          | 3.25                              | 5.5                     |

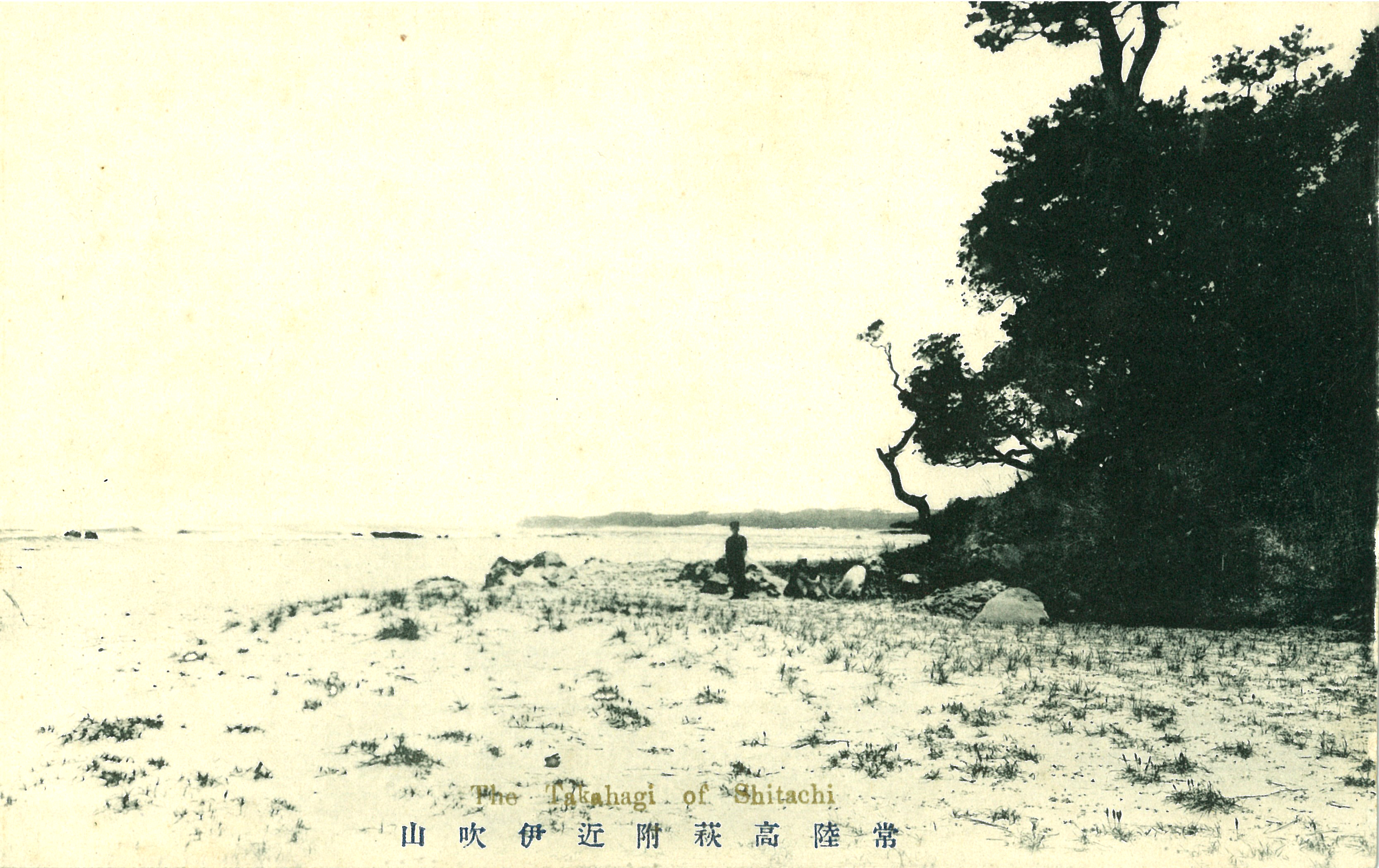
昭和初期のいぶき山イブキ樹叢の絵葉書。The Takahagi of Shitachi常陸高萩附近伊吹山と記載されている。

いぶき山イブキ樹叢が次に文献資料に現れるのは、1922年（大正11年）1月に内務省が発行した『史蹟名勝天然紀念物調査報告 第30号』の報告中にあるもので、これは現地調査を行った植物学者の三好学による記述である。
三好が現地調査を行うことになった経緯は、翌1923年（大正12年）に当時の多賀郡が発行した『常陸多賀郡史』に詳細がある。それによれば、当地は1897年（明治30年）頃までイブキの密生する鬱蒼とした林であったようで、その後、同村の櫛形尋常小学校（現、日立市立櫛形小学校）の明治天皇御真影奉安所（奉掲所）の用材に使用するため、手続きを経た上でいぶき山のイブキが12本伐採された記録が残されている。

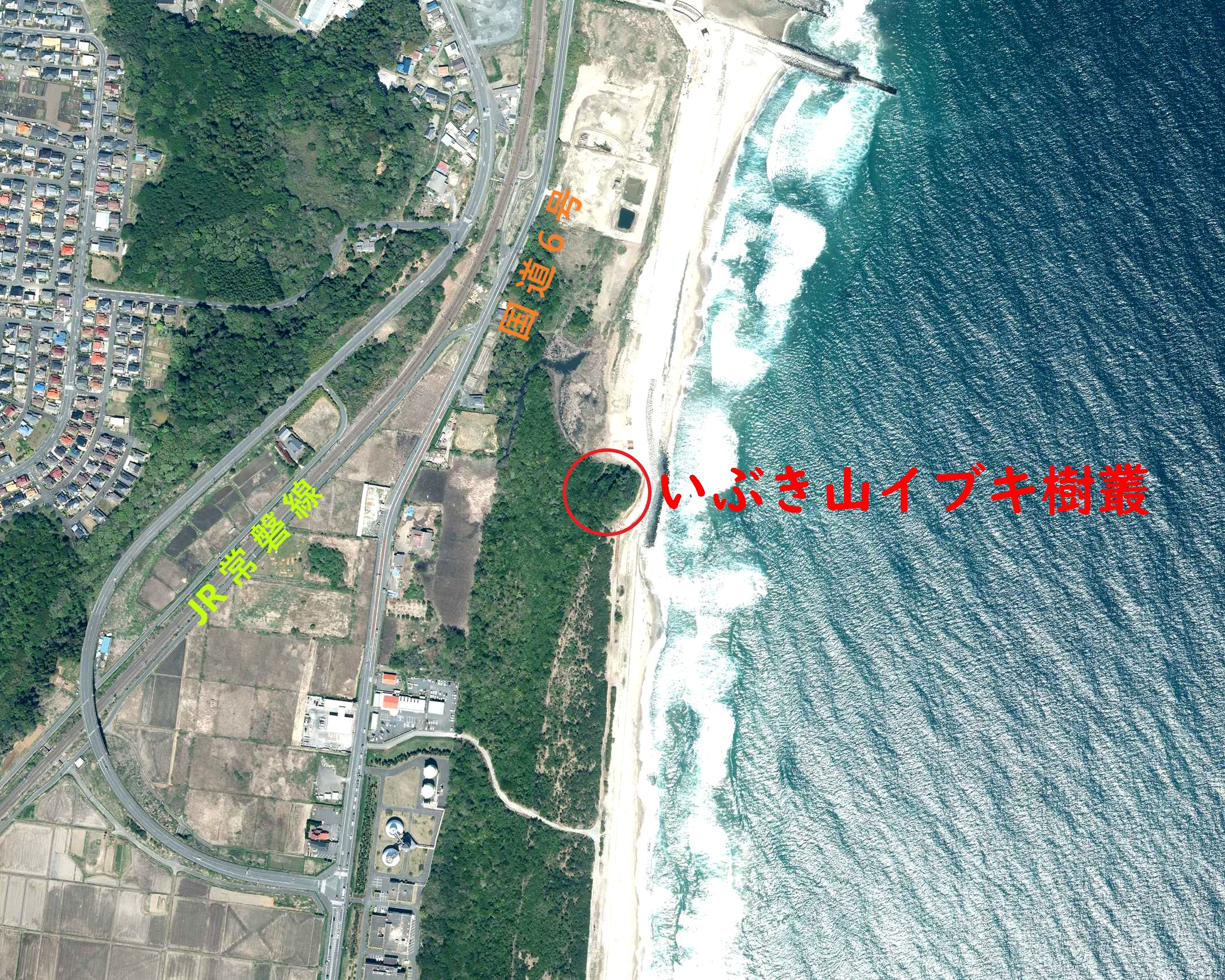
いぶき山イブキ樹叢周辺の空中写真。指定範囲の概略を赤色の線で示した。。（2019年4月28日撮影の画像を使用作成）

御真影用に使用されるなど、イブキは高級用材として人気が高く高値で取引されるため、いぶき山ではイブキの盗伐が絶えず、中には故意に枯らして損木にした上で伐り去るという手の込んだ不正を働く輩もいたという。このようなこともあって大正期には林相が急速に荒廃しイブキは19本にまで減ってしまった。
盗伐が絶えない現状を危惧した多賀郡の郡吏（ぐんり）は保存の必要性があるとして、この現状を東京帝国大学教授で植物学者の三好学へ報告した。
三好は1921年（大正10年）7月21日にいぶき山の現地調査に赴き、当地が稀に見るイブキの林であること、イブキ単体としても巨樹老木であり、速やかに保護の必要があると指摘した。三好の現地調査に先立つ同年6月に多賀郡の職員による測定調査が行われ、その時点で現存していた19本のイブキの記録が残されている。
三好の現地調査によれば、最大の個体は地上5尺（約1.5メートル）での周囲が約1丈5尺（約4.5メートル）とイブキとしては類例のない巨樹であった。いぶき山樹叢全体の高木としてはイブキの他にクロマツ、タブノキが主な樹種で、低木にはヤブツバキ、ヒサカキ、シロダモ、トベラ、マサキ、マルバグミ、アオキ、マユミ、林床にはハマギク、ラセタイソウ、オニヤブソテツ、スカシユリ、ケカモノハシ、ハマヒルガオといった海浜植物の自生が見られ、当地が関東地方最北部でありながら海洋性気候の影響により暖地性の植物相が豊富であることが確認された。
三好は日本国内においてイブキは社寺などの境内に植栽されたものを除けば、ほとんどが海岸部などに点在して自生するものは見かけるが、当地のように群生し、しかも巨木になるものは稀であると報告書に記載している。
現地調査を終えた三好は、いぶき山全体と隣接する麓の幅5間から10間に至る範囲を天然記念物に指定するよう報告し、保存要件として地元の伊師浜青年団に、いぶき山の管理を行うことを要すると付け加え、同7月27日には茨城県から郡制下の多賀郡に対して「相当の管理保存の方法を講ずべし」との通牒が行われた。
このように保護が定められ、翌1922年（大正11年）10月12日に、内務省告示第270号を以って「いぶき山ノいぶきノ樹叢」の名称で国の天然記念物に指定された（後に「いぶき山イブキ樹叢」へ名称変更）。

### 樹勢回復事業と後継樹育成
| 斜面   | 株番号  | 幹番号 | 幹の状態       | 幹周囲（cm） （樹皮の有無）                 | 樹高 （m） | 備考                                                       |
| ------ | ------- | ------ | -------------- | ------------------------------------------- | ---------- | ---------------------------------------------------------- |
| 北斜面 | イブキ1 | 1      | 傾き大         | 147 （うち85樹皮なし）                      |            |                                                            |
| 北斜面 | イブキ2 | 1      | 傾き大 二股    | 260                                         |            | 二股より上の幹囲175 cm （うち45 cm樹皮なし） もう1本は枯れ |
| 北斜面 | イブキ3 | 1 2    | 直立 少し傾き  | 260（うち30樹皮なし） 203（うち25樹皮なし） | 15         |                                                            |
| 北斜面 | イブキ4 | 1 2 3  | 枯れ 直立 枯れ | 104 153（うち100樹皮なし） 165              | 7 10       | 枯れ                                                       |
| 北斜面 | イブキ5 | 1 2    | 直立           | 160（うち40樹皮なし） 180（うち20樹皮なし） | 15 10      |                                                            |
| 南斜面 | イブキ6 | 1      | 直立           | 180（樹皮完全）                             | 15         |                                                            |
| 南斜面 | イブキ7 | 1      | 直立           | 170（樹皮完全）                             | 15         |                                                            |
| 南斜面 | イブキ8 | 1      | 傾き           | 186（うち113樹皮なし）                      | 12         |                                                            |

1995年（平成7年）に発行された講談社『日本の天然記念物』によれば、いぶき山イブキ樹叢の残存するイブキは9本にまで減少し、いぶき山の北西面に6本、南西面に3本と記録され、その中でも南西面の1本は樹勢が良いものの、いずれの個体も直立せずに根元から屈曲して斜めに生長しており、中には互いに絡み合って癒着しているものもあった。これら9本の胸の高さでの直径は1.5から4.5メートル、樹高は約8から15メートルであった。
かつて村社の社有地であったいぶき山イブキ樹叢は、この頃になると当時の十王町が所有管理しており、2001年（平成13年）度からは委託を受けた国立研究開発法人森林研究・整備機構森林総合研究所の半田孝俊らが中心となり、いぶき山イブキ樹叢の樹勢回復事業が、主に衰退の激しい北側斜面を中心に2006年（平成18年）まで実地された。
2007年（平成18年）9月に行われた調査では8本のイブキが生育していることが確認された。その結果を右表に示すが、イブキの特性として直立しない幹が多いことに加え、通常の樹木測定で幹周は山側から1.3メートルの高さを測定するが、著しく屈曲したイブキの場合、その位置で測定するのか判断が難しく、同一株と判断したとしても別個体の可能性も否定できないという。更に樹皮が部分的に欠損している幹も多く、幹周を測定した位置で樹皮が欠けている部分の長さも合わせて測定された。
この調査では林床部を保護する役割をもつ低木類が欠けていることが指摘され、帰化植物のクコが繁茂していることが確認されたため、除去したうえでタブノキやトベラなど本来自生する低木類の植樹が検討され、イブキの生育を阻害する他樹種の除去や土壌改良が行われた。
それらと平行して当地のイブキの後継樹の育成も行われた。いぶき山イブキ樹叢の所在する十王町内の伊師地区には国立研究開発法人森林研究・整備機構の材木育種センターが所在し、 1996年（平成8年）からは指定地のイブキから採取された穂木を使用した苗木を増殖させ、そのうち状態の良い4本の苗木が2002年（平成14年）3月にいぶき山イブキ樹叢の指定地に植栽された。
それから20年が経過した2023年（令和5年）1月に後継樹の現状調査が行われ、4本の後継樹のうち1本が生存しており、植栽時に70センチメートルであった苗木が、胸の高さでの直径6.6センチメートル、樹高は4.2メートルまで成長していることが確認された。

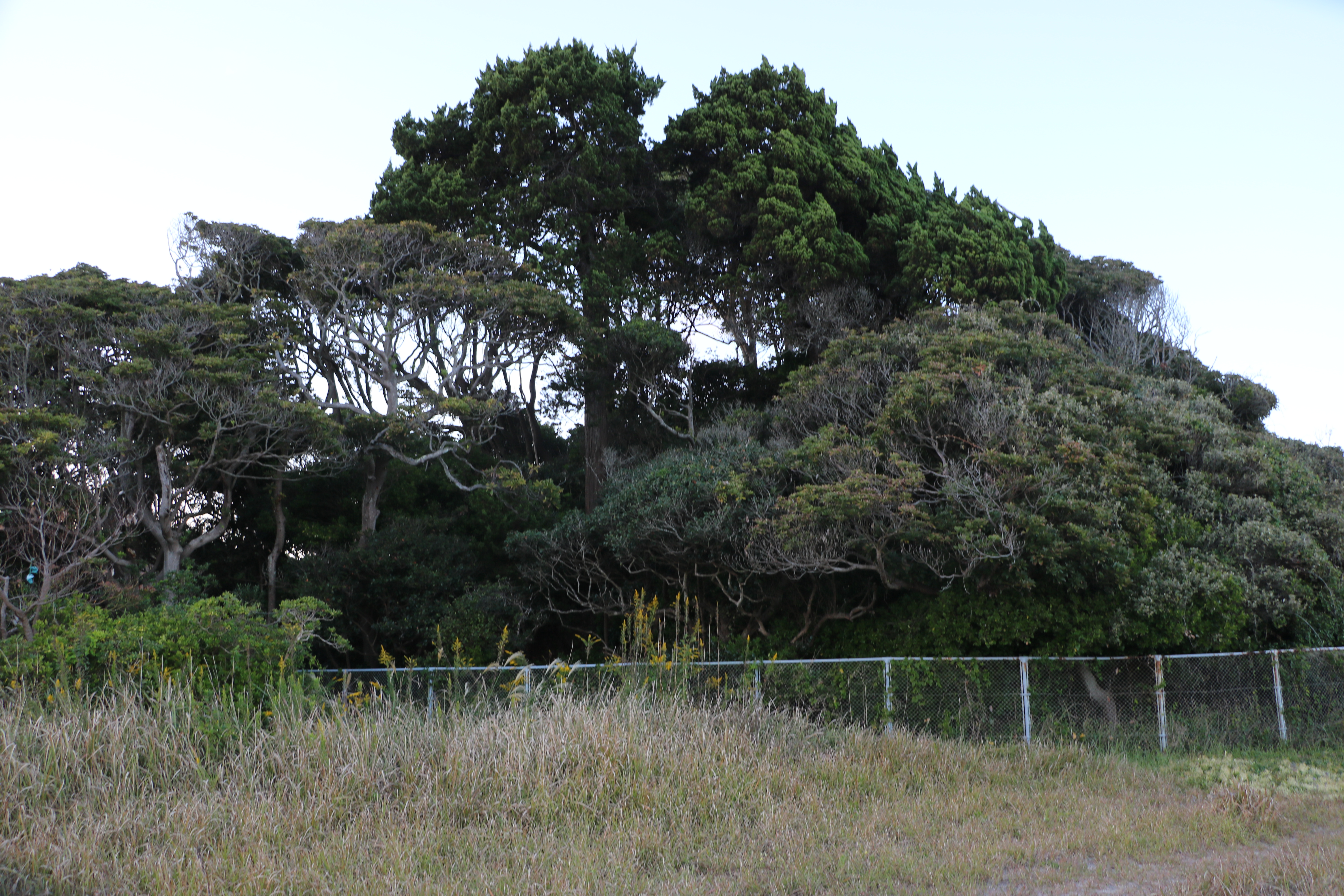
いぶき山イブキ樹叢の南面。2023年10月24日撮影。
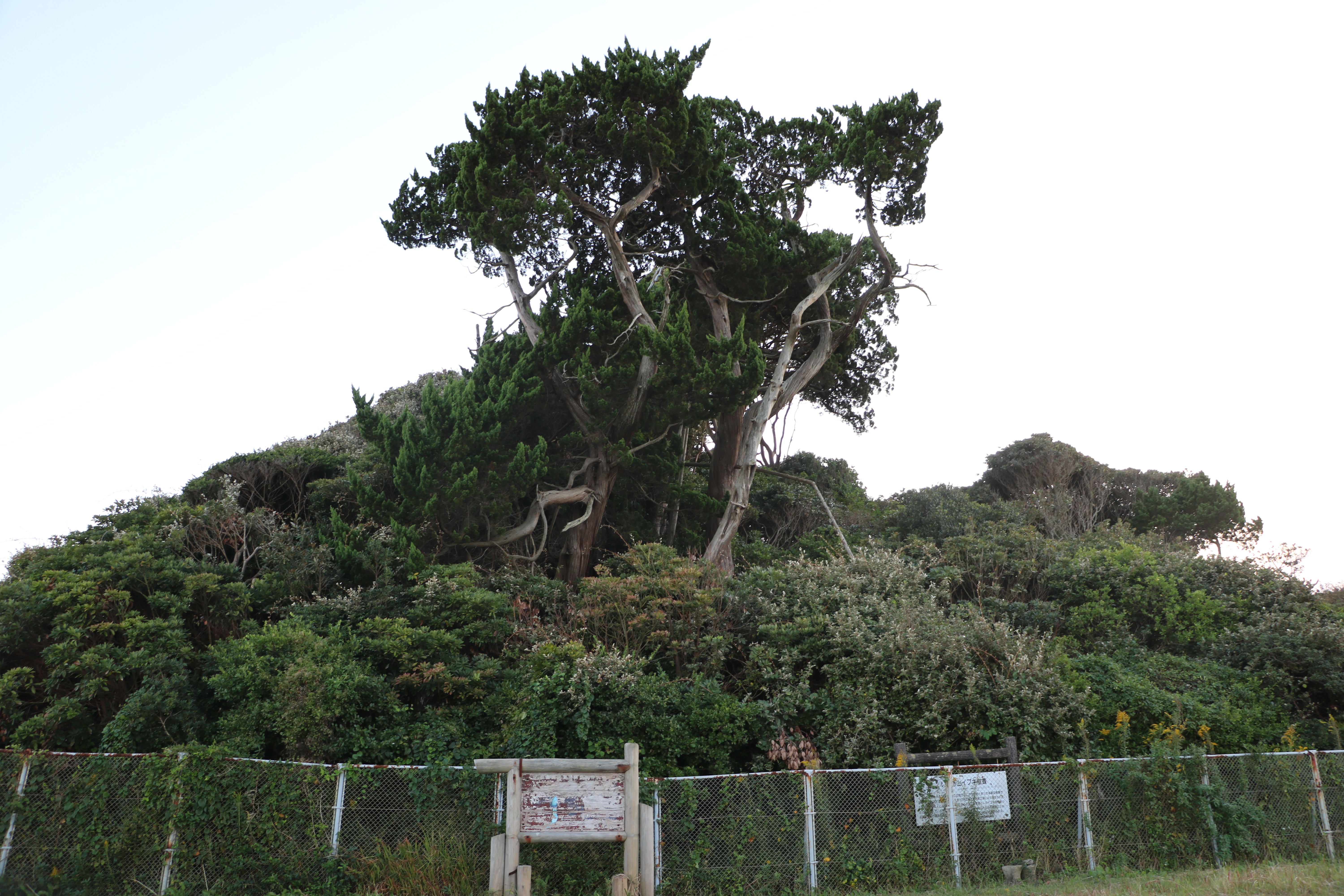
いぶき山イブキ樹叢の北面。2023年10月24日撮影。
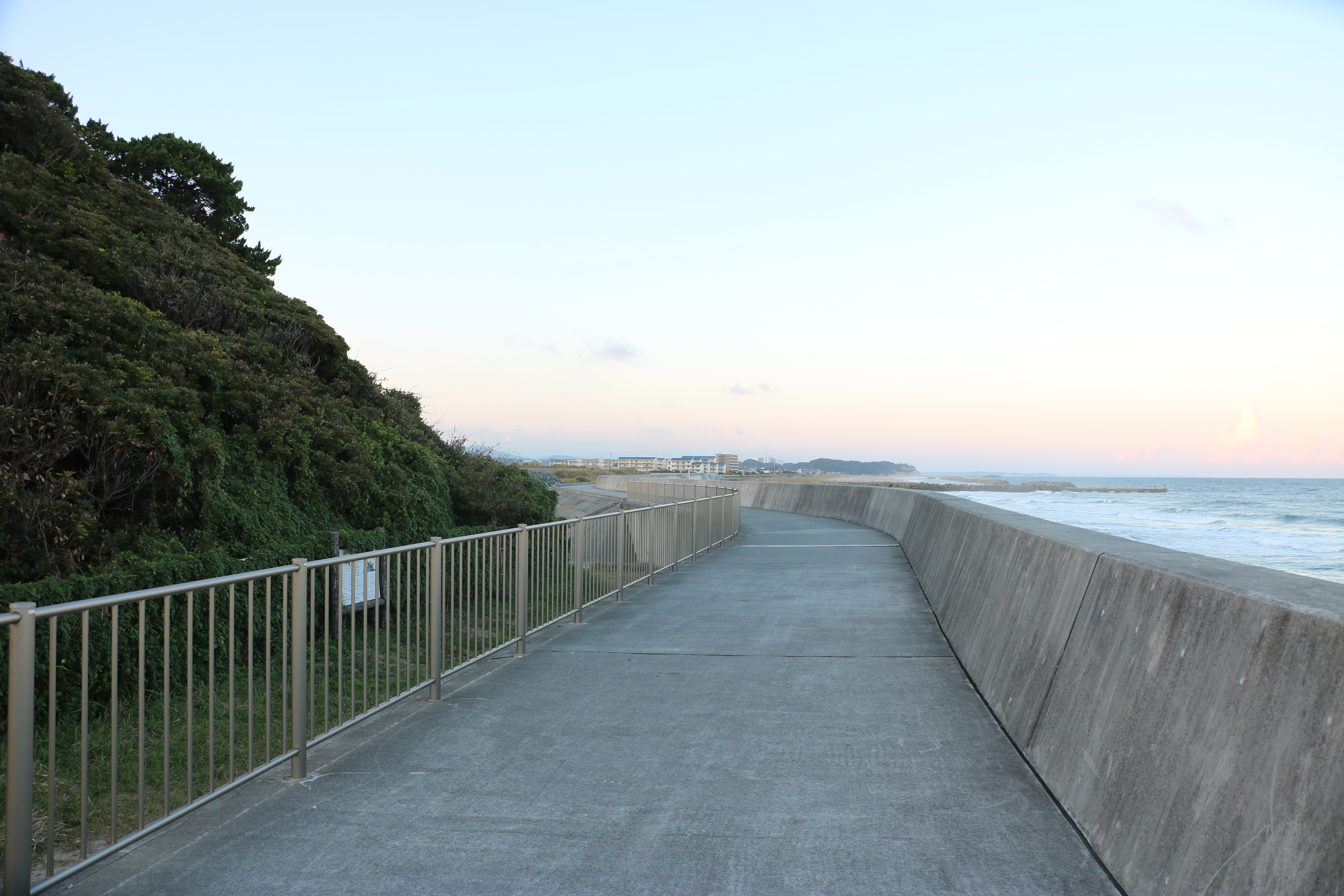
海側は護岸堤防が設置されている。2023年10月24日撮影。

## 交通アクセス
所在地
- 茨城県日立市十王町伊師2204[10]

交通
- 常磐自動車道日立北インターチェンジより車で約20分[23]。
- JR常磐線十王駅より車で約10分[23]。